# Ꙧ
Ꙧ (miniskule ꙧ) je již nepoužívané písmeno cyrilice, spojením písmen М a Г. Bylo používáno v Staroslověnštině. Jedná se o měkkou variantu písmena М.